# Anguilla luzonensis
Anguilla luzonensis är en fiskart som beskrevs av Watanabe, Aoyama och Tsukamoto 2009. Anguilla luzonensis ingår i släktet Anguilla och familjen egentliga ålar. Inga underarter finns listade i Catalogue of Life.